# 페테르고프궁

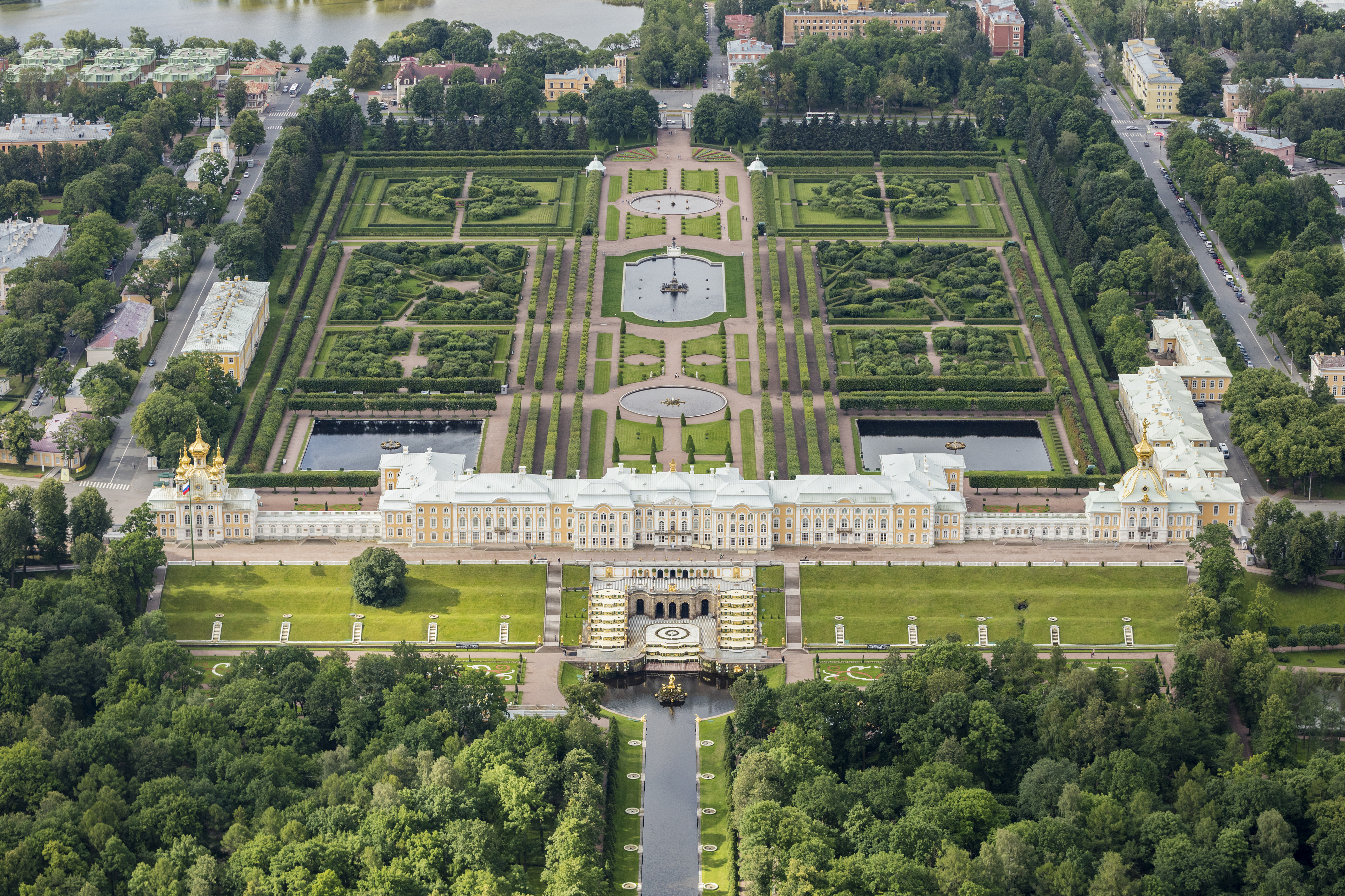
하늘에서 내려다 본 페테르고프궁과 정원

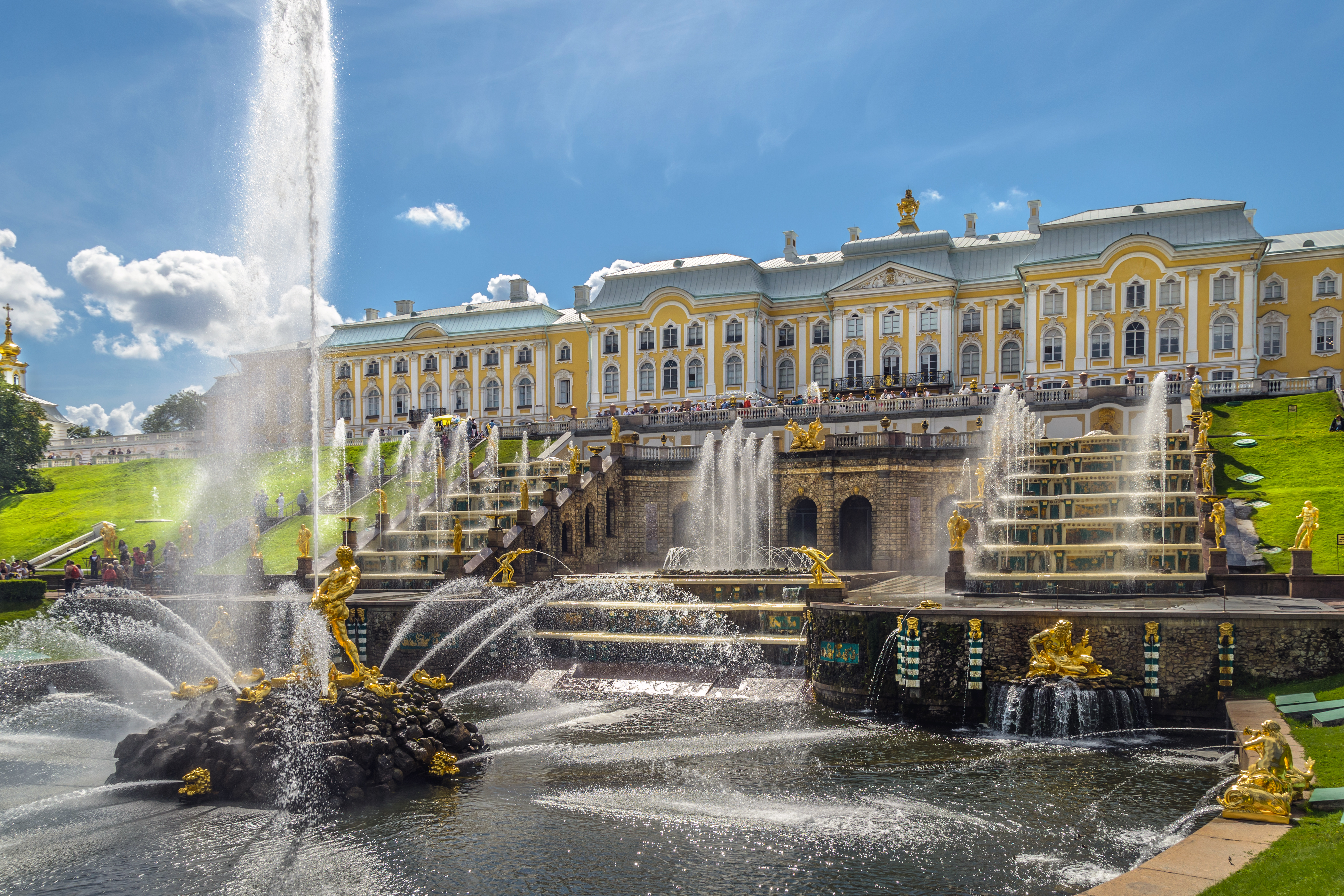
페테르고프궁과 분수대

페테르고프궁(러시아어: Петерго́ф)은 러시아 상트페테르부르크의 페테르고프에 위치한 궁전이다. 분수, 소규모 폭포, 정원으로 유명한 궁전으로서 "러시아의 베르사유궁"이라는 별칭으로 부르기도 한다.
1714년부터 1723년 사이에 러시아 제국의 표트르 1세 황제에 의해 바로크 건축 양식을 띤 황제의 여름 관저로 건립되었다. 제2차 세계 대전이 진행 중이던 1941년부터 1944년까지는 독일 군대에 점령되면서 파괴되었지만 나중에 재건되었다.
궁전 주변에 위치한 소규모 폭포는 프랑스의 루이 14세 국왕에 의해 건립된 마를리궁을 본떠서 건립되었다. 소규모 폭포 안에는 삼손 조각상과 64개의 분수가 설치되어 있다. 궁전 하단부에는 17세기 프랑스의 정원 양식을 본뜬 소규모 정원이 들어서 있다. 유네스코 세계유산으로 등재된 상트페테르부르크 역사 지구의 일부를 형성한다.

## 같이 보기
- 러시아의 세계유산